# Acanto (mitologia)
Acanto (o Acantha, dal greco ἄκανθα, spina) è un personaggio minore della mitologia greca, probabilmente una ninfa amata da Apollo.
Acanto non lo ricambiava, ed Apollo tentò di rapirla: essa reagì duramente, graffiando il volto del dio del sole. 
Di conseguenza il dio tramutò la ninfa in una pianta spinosa ma amante del sole che porta il suo nome (Acanthus).
Secondo altri pareri, Acanto era invece una ninfa amante di Helios e, quando morì, venne trasformata in fiore e continuò ad amarlo in quella forma.

## Altri miti
Acanto è anche il nome di uno dei fratelli di Acantide.